# Павленки (Полтава)
Павленки — історична місцевість у Київському районі Полтави, колишнє село поблизу міста.

## Історія
Відомі з XVII ст. Належали представникам козацької полтавської старшини Павленкам. Назва села походила від їх прізвища. У другій половині XVII століття у селі на околиці Полтави порядкували Грицько Павленко (заможний козак) із братами, та бургомістр Максим Павленко. На цей час у Павленках проживало 973 господарів та 71 підсусідок (так називали збіднілих селян, які жили у чужих хатинах). Село входило до складу Полтавської міської сотні Полтавського Полку разом із селами Будища, Жуки, Патлаївка, Яківці.
На початку XVIII ст. у Павленках були володіння сотника Першої Полтавської сотні І. Тарнавського. У 1769 р. Павленки входили до складу Полтавської міської сотні Полтавського полку. На початку XIX ст. у Павленках мали невеликі земельні володіння колезький реєстратор Я. М. Глоба та його брат священик О. М. Глоба. Жителями Павленків були козаки, кріпаки та казенні селяни. Здавна село поділялося на Ближні Павленки (ввійшли в межі Полтави в 1-й половині XIX ст.) та Дальні Павленки (залишилися самостійним селом до початку 1929 р.). У 1859 р. у Ближніх Павленках — 316 дворів, 2569 мешканців, у Дальніх Павленках — 45 дворів, 300 мешканця.
Після включення до складу міста район починає забудовуватись багатоповерховими будинками та промисловими підприємствами.
У с. Дальніх Павленках жив майстер по виготовленню скрипок В. Г. Марченко, який одержав 2 бронзові медалі за свої вироби на сільськогосподарських виставках у Полтаві (1893) і Кременчуці (1898). У ХІХ ст. в Ближніх Павленках був маєток П. В. Тарнавського, потім П. П. Тарнавського, в Дальніх Павленках — учасника Вітчизняної війни 1812 р., георгіївського кавалера Д. С. Розлача, потім його сина А. Д. Розлача. У 1707—1708 рр. збудовано Покровську церкву. При церкві існувала бібліотека, діяла церковнопарафіяльна школа. У 1876 р. відкрито Павленківське Полтавської волості земське училище. У 1895 р. Полтавське земство придбало розташоване у Павленках садове господарство, на базі якого було засновано Полтавську школу садівництва і городництва.
З Павленками пов'язане ім'я російського письменника Буніна Івана Олексійовича (1870—1953). У Павленках знаходилася садиба художника Г. Г. Мясоєдова (тепер будинок № 27/29 по вулиці Мясоєдова), поруч знаходиться його могила.

## Інфраструктура
Зараз район знаходиться поблизу центральної частини міста, та має розвинену інфраструктуру. На території району знаходяться:
- Торгово-розважальний центр «Київ»

- Автостанція «Полтава-3»

- Полтавський турбомеханічний завод

- Полтавська гравіметрична обсерваторія Інституту геофізики НАН України імені С. І. Суботіна

- Пам'ятник загиблим під час геноциду вірмен в Османській імперії

- Пам'ятник працівникам турбомеханічного заводу, полеглим у Другій світовій війні (автор Л. Левін)